# Duga (otok)
Koordinati:   43°11′47″N, 16°24′22″E
Duga je majhen nenaseljen otoček v Jadranskem morju. Pripada Hrvaški.
Duga leži na severozahodni strani otoka Hvar med zalivom Parja in rtom Ražanj. Površina otočka meri 0,017 km². Dolžina obalnega pasu je 0,5 km.